# لتي (قرية)
لتي هي إحدى قرى النوبة والتي تقع في دولة السودان في منطقة دنقلا .